# Walther Funk
Walther Emanuel Funk (Trakehnen, 18 de agosto de 1890 — Düsseldorf, 31 de maio de 1960) foi um economista alemão e autoridade Nazista que serviu como Ministro dos Assuntos Econômicos do Reich (1938–1945) e Presidente do Banco do Reich (1939–1945). Durante o seu mandato, supervisionou a mobilização da economia alemã para o rearmamento e a organização do trabalho forçado nos campos de concentração. Após a guerra, ele foi julgado e condenado como um criminoso de guerra no Tribunal Militar Internacional de Nuremberg. Condenado à prisão perpétua, permaneceu encarcerado até ser libertado por motivos de saúde em 1957. Morreu três anos depois.

## Carreira
Funk nasceu em uma família de mercadores em 1890 em Danzkehmen (atual Sosnowka no Oblast de Kaliningrado), perto de Trakehnen, na Prússia Oriental. Ele foi o único dos réus de Nuremberg que nasceu nos antigos territórios orientais da Alemanha.Ele era filho de Wiesenbaumeister Walther Funk, o mais velho, e de sua esposa Sophie (nascida Urbschat). Ele estudou direito, economia e filosofia na Universidade de Berlim e na Universidade de Leipzig. Durante a Primeira Guerra Mundial, ele se juntou ao exército alemão, mas foi ferido e posteriormente recebeu alta por ser clinicamente inapto para o serviço em 1916. Após o fim da guerra, trabalhou como jornalista e, em 1924, tornou-se editor do jornal financeiro de centro-direita, o Berliner Börsenzeitung. Em 1920, Funk casou-se com Luise Schmidt-Sieben. Politicamente ele se identificava como um nacionalista e anti-marxista.
Devido a seu interesse pela política econômica, foi eleito suplente de deputado para o Reichstag em 1932 e dentro do Partido foi nomeado chefe o comitê de política econômica em dezembro do mesmo ano. Quando o Partido chegou ao poder em 1933, ocupou o cargo de chefe do Departamento de Imprensa do III Reich.
No restante da década de 1930 sua carreira seguiu em alta, assumindo o Ministério da Economia e sendo empossado como Presidente do Reichsbank. Como Reichsminister, ele foi o responsável pela transição da economia alemã para os tempos de guerra, utilizando trabalho escravo dos campos de concentração para aumentar a produtividade.
Ao fim da guerra, com a rendição alemã foi processado e julgado pelo Tribunal de Nuremberg por conspiração para cometer crimes contra a paz; planejar e iniciar guerra de agressão; crimes de guerra e crimes contra a humanidade. Sua defesa de que apenas era um funcionário subalterno sem poder de decisão no regime foi prejudicada por evidências num documentário apresentado na corte e por sua própria biografia do tempo de guerra, que foram usadas contra ele e lhe custaram uma sentença de prisão perpétua.
Preso em Spandau com outros líderes nazistas, foi libertado em 1957 e morreu três anos depois.